# Alexandria (Virginia)
Alexandria è una città equivalente a contea (independent city) degli Stati Uniti d'America nello Stato della Virginia. Situata sulla riva ovest del fiume Potomac, la città è circa 10 km a sud della capitale federale, Washington.
Come il resto della Virginia settentrionale e il Maryland del sud, la città si è formata per la sua vicinanza con la capitale statunitense. È popolata principalmente da impiegati statali, militari o dipendenti delle numerose aziende private che collaborano con il governo federale. Questi ultimi sono chiamati beltway bandits (banditi di periferia), riferendosi alla «Capital Beltway», l'autostrada tangenziale che circonda la zona metropolitana di Washington.
Colonizzata alla fine del XVII secolo dagli europei, la città ha raggiunto lo status di "incorporated" nel 1779. Nel 1791 parte della città fu donata al Distretto di Columbia per la fondazione di quella che sarebbe diventata la città di Washington. All'inizio dell'800, però, le voci del movimento per la "retrocessione" della città diventarono così forti che, nel 1846, un referendum diede loro ragione, e parte della città ritornò ad essere di proprietà della Virginia. Questa cicatrice geografica è ancora visibile in uno dei lati che compongono il rombo dei confini di Washington, che risulta frastagliato proprio per questo.
In passato, a Market Square ("piazza del mercato") c'era il maggior mercato degli schiavi di quel periodo. Oggi vi è una grande fontana e ogni settimana si tiene un mercato.
Ad Alexandria vi sono anche numerose associazioni di carità e beneficenza, come la sede americana dell'Esercito della Salvezza.
Il centro storico di Alexandria si chiama Old Town ("Città vecchia") ed è la meta preferita dei turisti per la sua vita notturna; qui è situata la chiesa di San Giuseppe.
A ovest della città sorgeva la fortezza in legno di Fort Worth, costruita durante la guerra civile americana, ormai demolito.